# Flatfoot 56
Flatfoot 56 est un groupe de punk celtique américain, originaire de Chicago, dans l'Illinois. Le groupe fait usage de cornemuses écossaises, élément comparable à celui de Dropkick Murphys ou Flogging Molly,.

## Biographie
Le groupe est formé à l'automne 2000 par les trois frères Bawinkel (Tobin, Justin et Kyle) qui jouent leur premier concert lors des fêtes de fin d'année. En janvier, Josh Robieson se joint à eux et introduit la cornemuse dans leur musique.
En 2001, le groupe enregistre sa première démo, puis son premier album - Rumble of 56 - durant l'été 2002. En 2003, le single That's OK extrait de leur second album bénéficie d'une couverture radio relativement importante dans le Midwest des États-Unis. En 2004, Flatfoot 56 participe à un festival de musique chrétienne de l'Illinois, le Cornerstone Festival. Le groupe signe par la suite chez Flicker Records, qui fait rééditer Knuckles Up, l'album le mieux vendu du groupe.
Après la sortie de leur quatrième album, le groupe commence une tournée. Ils participent à des festivals comme le Skanksgiving '08,, le Sonshine Festival 2008 et 2009, et le Vans Warped Tour. Ils sont aussi annoncés pour le Sonshine Festival 2011. Ils participent aussi à la compilation Warped Tour 2010 Tour Compilation et enregistrent la chanson Untitled 21: A Juvenile Tribute to the Swingin' Utters pour l'album-hommage à Swingin Utters.
Le groupe change ensuite de label pour Old Shoe Records, et annonce la sortie d'un nouvel album, Black Thorn. L'album est à l'origine prévu pour le jour de la Saint-Patrick en mars 2010, mais est repoussé au 30 mars. Il atteint le Billboard Heatseekers New Artist Chart. Sa première semaine de vente le pousse plus loin, à la 160e place du Billboard Top 200. Old Shoe Records publie une compilation intitulée Welcome to the Family vol.4 - A Free Compilation CD qui comprend la chanson des Flatfoot 56, Born for This. Le clip du single Courage est nommé pour un Chicago/Midwest Emmy Award dans la catégorie de meilleure réalisation. En 2010, leurs chansons Shiny Eyes, Son of Shame et We Grow Stronger sont incluses dans les épisodes 7, 8 et 9 de la saison 3 de Sons of Anarchy. Flatfoot 56 joue aussi deux chansons pour la  WWE : I Told You So (thème de Johnny Curtis), et Written In My Face (pour Sheamus).
En octobre 2011, Paper+Plastic Records annonce la sortie d'un nouvel album du groupe. Le groupe entrera au studio (Atlas Studios) de Matt Allison en janvier pour les enregistrements.
En janvier 2012, Flatfoot 56 annonce la fin des enregistrements. L'album entre ensuite en phase de mixage, et le groupe effectue plus de 220 concerts dans neuf pays. Black Thorn est mentionné par Spin Magazine dans la « liste des sept Life Changing Records ».Le 30 juillet 2012, leur album Toil est publié. Alternative Press et AbsolutePunk.net accueillent positivement ce nouvel opus.

## Membres

### Membres actuels
- Tobin Bawinkel - chant, guitare
- Kyle Bawinkel - basse, chœurs
- Justin Bawinkel - batterie, chants
- Eric McMahon - cornemuse, guitare, percussions
- Brandon Good - mandoline, guitare, chœurs
- Adam Christensen- guitare rythmique (occasionnel depuis fin 2007)

### Anciens membres
- Josh Robieson - guitare solo, mandoline, cornemuse

## Discographie
- 2002 : Rumble of 56
- 2003 : Waves of War
- 2004 : Knuckles Up (réédité en 2006)
- 2008 : Jungle of the Midwest Sea
- 2010 : Black Thorn
- 2012 : Toil

## Articles
- (en) Annie Esquibel, « Flatfoot 56: A Musical Smorgasbord », HM Magazine, no 125,‎ mai-juin 2007 (ISSN 1066-6923)
- (en) Doug Van Pelt, « Flatfoot 56 », HM Magazine,‎ 2010